# Wout Brama
Wout Brama (* 21. srpna 1986, Almelo, Nizozemsko) je nizozemský fotbalový záložník a reprezentant momentálně hráč PEC Zwolle. Nemalou část kariéry strávil v FC Twente.

## Klubová kariéra
Odchovanec FC Twente, kde působil až do léta 2014. V říjnu 2014 odešel do PEC Zwolle.

## Reprezentační kariéra
Wout Brama byl členem nizozemského mládežnického výběru U21.
V A-mužstvu Nizozemska debutoval 18. listopadu 2009 v přátelském utkání v Heerenveenu proti Paraguayi (remíza 0:0). Dostal se na hřiště v 70. minutě.